# Tajlandski boks
Muay thai ili tajlandski boks je borilačka vještina nastala kao produkt neprestanih sukoba naroda Thai na putu iz svoje prapostojbine(jugoistok Kine) na područje današnjeg Tajlanda. Zbog stalnih sukoba s ostalim narodima Indokine postojala je potreba za borilačkom vještinom koja bi se brzo učila, a istovremeno bila vrlo primjenjiva u gotovo neprestanim sukobima na granicama. U početku je tajlandski boks bio podučavan kao dio tzv. »ratničkih vještina» u koje su spadali mačevanje, rukovanje kopljem, streličarstvo i jahanje, a među najstarije dokumente koji spominju tajlandski boks spada legenda iz 1548.g. o boksackoj borbi između Tajlandskog kralja Nereusana i burmanskog kralja. Naime velika burmanska vojska pripremala se za invaziju na Tajlandsku Kraljevinu, a kako bi izbjegli nepotrebne žrtve dva kralja dogovorila su boksački meč i nakon višesatne borbe princ Nereusan porazio je burmanskog kralja i na taj način spriječio invaziju burmanske vojske na domovinu. Tim činom muay thai je osigurao mjesto u velikoj baštini povijesti Kraljevine Tajland. 
No svoj pravi procvat doživljava početkom 18. stoljeća kada se muay thai uvodi kao obavezan predmet u sve škole ondasnjeg kraljevstva.
U novije doba tajlandski boks kao sport oblikuje se od 1921. godine kada je za vladavine kralja Rame VI. na stadionu Suan Club Collega sagradjen boksacki stadion na kojem su od tada svake nedjelje odrzavani mecevi. U pocetku su se borci borili goloruki (samo bandaže) a borbe su bile zakazivane na 11 rundi po 3 minute. No danas se bore u rukavicama (6Oz) i maksimalno trajanje borbe je 5 rundi s 2 minute odmora. Pravila su ostala gotovo netaknuta. U skladu s pravilima, dozvoljeni su udarci rukama i nogama uz uporabu koljena, laktova te drzanje, guranje i bacanje (bez uporabe poluga) što i čini razliku od drugih sličnih sportova (K1, kick boxing). Ovakva pravila zahtijevaju od boraca velik stupanj izdržljivosti i polivalentnost u načinu borbe. Razina opterećenja u borbama je izuzetno visoka pa su vrhunski natjecatelji ovoga sporta na glasu kao borilački »supermani« što dokazuju u kontinuitetu i na natjecanjima poput K1 jer  muay thai predstavljaju borci poput R.Bonaytski, E. Hoost, A. Ignashev, Kalookai, J.W. Paar, Pawook,.. Uostalom ovogodišnji pobjednici K-max (natjecatelji do 72 kg) i K1 turnira dolaze iz tajlandskog boksa.
Danas je World Muay Thai Council krovna svjetska organizacija koja se zalaže za promicanje sporta i razvoj ove vještine. Unutar WMTC djeluju dvije organizacije IMTF i IFMA koje su na sastanku u ožujku prošle godine dogovorile udruživanje u WMTF. Od 1996. godine u kontinuitetu se organiziraju svjetska i europska prvenstva na amaterskoj razini s upotrebom zaštite (oklop za tijelo te zaštita za potkoljenice, laktove i glavu) što donosi znatan rast sporta van granica Tajlanda. U profesionalnom tajlandskom boksu ipak je još uvijek kvaliteta koncentrirana na dva stadiona u Tajlandu (Randjamen i Lumpini stadium) uz nekoliko jakih turnira u Nizozemskoj, Francuskoj, Japanu i Švedskoj. U posljednje vrijeme projekt SupeLeague donosi veliki pomak u europskim okvirima iako se radi o modificiranim pravilima (borba bez uporabe laktova s manjim ograničenjima u uporabi koljena) ali veliki broj kvalitetnih boraca i medijsko pokrivanje od Eurosporta znatno su doprinijeli promociji sporta.
U Hrvatskoj je ovaj sport prisutan od 1984. godine kada je gosp. Zoran Rebac nakon boravka u Tajlandu donio osnove ovoga krasnog sporta te pokrenuo prvi klub u ondasnjoj državi. Od tadašnjeg kluba, ustvari sekcije (u tkd klubu »Medvedgrad«) razvio se prvi tay boks klub "Holy spirit" osnovan 1988. godine) kojeg su pokrenuli učenici gospodina Rebca, kojeg i danas smatraju najvećim autoritetom za thai boks na ovim prostorima, a i šire (njegova knjiga "Muay Thai Full contact Azije" prevedena je na više jezika i proglašena najboljom knjigom o borilačkim sportovima u više zemalja: Njemačka, SAD itd.) Do danas se razvilo 20 klubova u Hrvatskoj koji se natječu u ovoj ratničkoj vještini. Od 1993. godine organiziraju se državna prvenstva a od 1997. godine predstavnici Hrvatske nastupaju na svjetskim i europskim natjecanjima gdje se u velikoj konkurenciji uspješno bore za medalje.